# تيم هانلي
تيم هانلي (بالإنجليزية: Tim Hanley)‏ هو لاعب كرة قدم ومدرب كرة قدم أمريكي، ولد في 27 مارس 1960 في بالو ألتو في الولايات المتحدة. لعب مع نادي سيرفيت ونادي هيبرنيان.

## وصلات خارجية
- تيم هانلي على موقع قاعدة بيانات كرة القدم.إي يو (الإنجليزية)